# Halseylec
Halseylec – samochód wyścigowy konstrukcji Erika Brandona, ścigający się m.in. w Formule 2 i nieoficjalnych wyścigach Formuły 1. Rywalizował na przełomie lat 50. i 60.
Samochód powstał w 1955 roku, a jego nazwa pochodziła od należącej do Brandona londyńskiej firmy Halsey Electric. W budowę był zaangażowany dawny mechanik Coopera, Ginger Devlin. Samochód używał silnika Climax FWA o pojemności 1,1 litra i wykorzystywał wiele części i rozwiązań Coopera, m.in. koła i system odwróconych resorów. Zbudowano dwa egzemplarze modelu.
Samochód zadebiutował podczas British Empire Trophy 1955. Brandon ścigał się nim w latach 1955–1956, po czym zaangażował się w wyścigi hydroplanów. Samochód przejął m.in. Peter Jopp. Pojazd ścigał się do 1964 roku i w tym czasie odniósł cztery zwycięstwa.